# 邱园
邱园（英語：Kew Gardens），又譯為奇遊植物園、基尤植物園、基佑園等，正式名称为“（位于）邱的皇家植物园”（Royal Botanic Gardens, Kew），座落在英国伦敦西南郊的泰晤士河畔列治文區邱，原是英国王家园林，收了约5万种植物，约占已知植物的7分之1，目前是联合国认定的世界文化遗产，植物园规模庞大，除了常规的园林设计，还有专门的野生动物保护区，该保护区濒临泰晤士河，具备良好的生态环境。公园內的很多道路都是一望无际的草毯。
邱園的歷史可追溯到1759年，威爾斯親王腓特烈的遗孀——奥古斯塔王妃，派人在所住庄园中建立了一座占地仅3.5公顷的植物园，这便是最初的邱园。到1840年，邱园被移交给政府管理，并逐步对公众开放。以后，经王家的三次捐赠，到1904年，邱园的规模达到了121公顷。
邱园收藏种类之丰，堪称世界之最。这些植物大都按科属种植，并适当根据生态条件配置宿根草本或球根花卉。邱园的温室更是名闻遐迩。这里拥有数十座造型各异的大型温室。

## 設施
邱园内建有26个专业花园：水生花园、树木园、杜鹃园、杜鹃谷、竹园、玫瑰园、草园、中国风景园、日本风景园、柏园等。园内还有与植物学科密切相关的建筑，如标本馆、经济植物博物馆和进行生理、生化、形态研究的实验室。此外邱园还有40座有历史价值的古建筑物。经过了几百年的发展和进步，邱园已经从单一娱乐性的植物收集和展示转向植物科学和经济的应用研究。

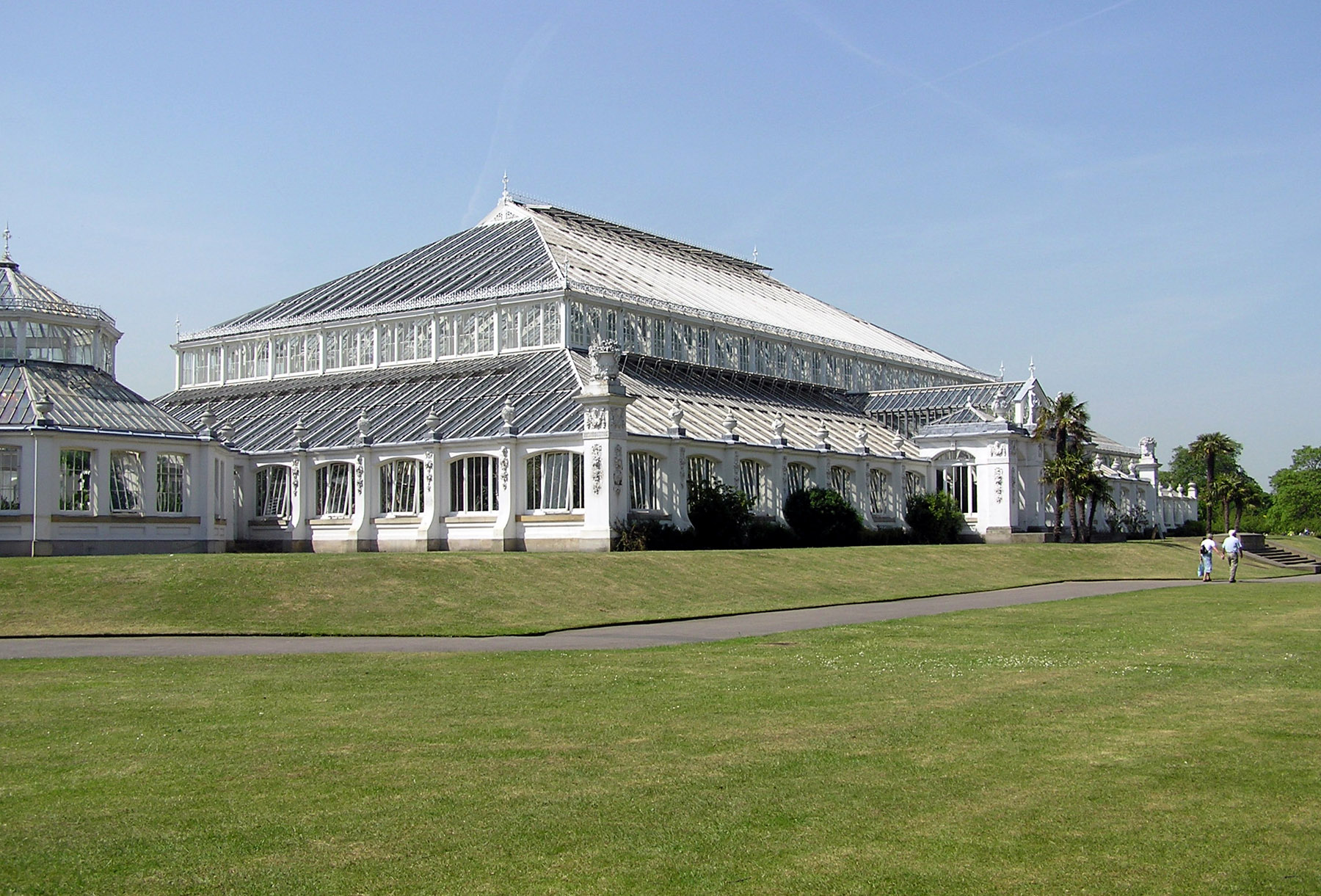
温带植物室（Temperate House）

- 温带植物室：邱园最大的温室，曾经是世界上最大的植物温室，是现存的最大的維多利亞時代玻璃钢结构建筑，面积4880平方公尺，是棕榈室的两倍。分别于1859年～1863年、1895年～1897年两个阶段建成，全长183公尺，展示了1666种亚热带和暖温带的植物。展示的内容按地理分布布置：北翼展示亚洲温带植物；北边八角亭展示澳大利亚和太平洋岛屿植物；南边八角亭展示南非石楠属植物和山龙眼科植物；南翼展示南地中海和非洲植物；中部展示高大的亚热带树木和棕榈植物。不但能欣赏到番石榴、芒果、番木瓜、树番茄等珍奇果树，还可一睹好望角石南、智利油棕、墨西哥多浆植物，婆罗洲和新几内亚山茶、杜鹃的独特风采，在中心区还能见到各种柑橘、茶、奎宁等重要经济植物。

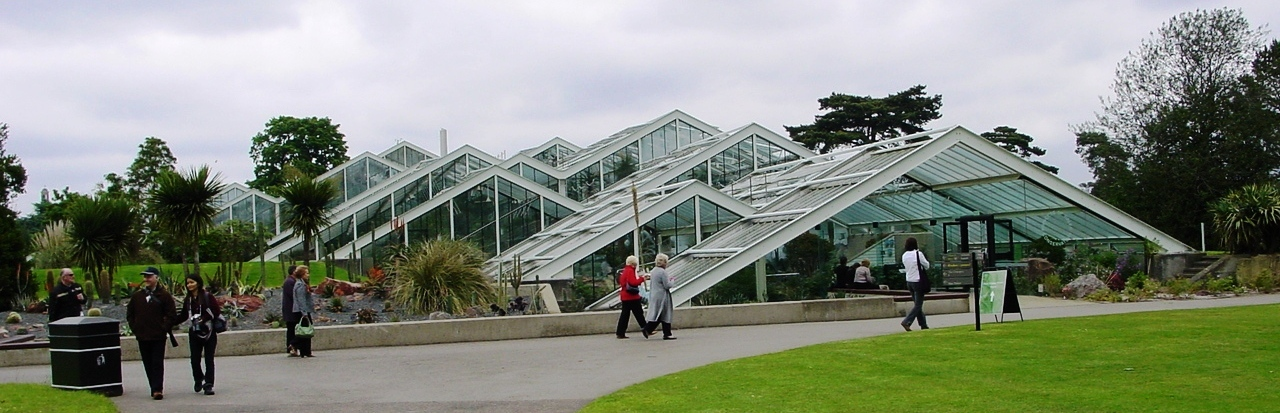
威尔斯王妃温室（Princess of Wales conservatory）

- 威尔斯王妃温室係为纪念喬治三世的母親威尔斯王妃奧古斯塔而命名，黛安娜王妃参加了1987年7月的开幕式。这个邱园里最复杂的公共温室占地4490平方公尺，采用了最先进的电脑控制系统，通过调节供热、湿度、通风、采光系统，来保证最有效地利用燃料和水，创造了从干旱到湿热带的十个气候区，以便适应不同气候类型植物的生长。这里的植物都尽量按其自然生长状态布置。节能是该温室的一大特色。室中植物极为丰富。热带干旱区与潮湿区的植物在这里各逞奇姿，共聚一堂。干旱区的仙人掌、龙舌兰、芦荟、生石花等格外惹眼。潮湿区中，天南星科、苦苣苔科、秋海棠、龟背竹等植物争奇鬥艳。巨大的亚马逊王莲，叶片硕大如盘，花朵娇艳美丽，更是其中光彩夺目的明星。这里还有奇妙的食虫植物如瓶子草、捕蠅草，广为人知的经济植物香蕉、菠萝、胡椒、生薑，以及丰富多采的蕨类和兰科植物。

- 草园建于1982年，现在种植的草的种类有550种之多，并且数量还在不断增加。在草园，初夏时可见的多为一年生的谷类和草，在秋冬季可见多年生的草。草园被分为两个区域；一个是装饰陈列区，一个是资料区。

- 竹园创造了竹类植物的多样化展示形式，一年四季都适合参观，展示了120多种竹，来自世界各地，包括中国、日本甚至美洲大陆。

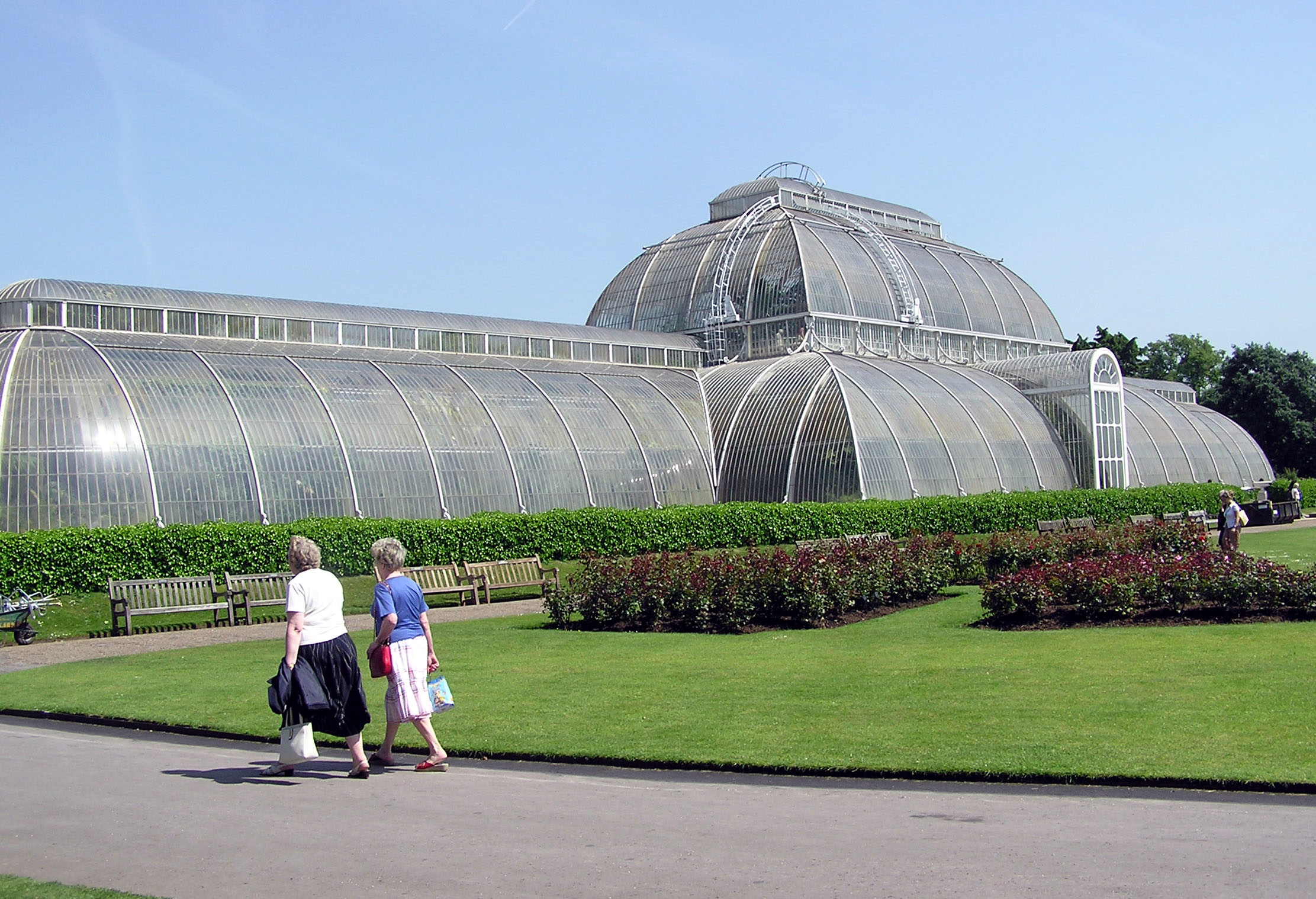
棕榈室（Palm House）

- 棕榈室（Palm House）：外形象一艘倒置的航船，是全球最著名的温室之一，全长109公尺，中部宽30公尺，高20公尺，建於1848年，英国正值国力鼎盛之时，在优美宁静的王家植物园里，作为英国人战利品搬运而来的热带棕榈树，被安置进了一座通体透明的宫殿，这就是游客进门后看到的第一个温室——棕榈室。棕榈室建于1844年～1848年，是邱园里最具标志性的建筑，是世界上幸存的最重要的维多利亚时代玻璃钢结构的建筑。这里是棕榈科植物多样性展示中心，温室里创造了与热带雨林相似的气候条件，展示了974种植物，分为非洲、美洲和澳洲植物展区，有著各種热带雨林植物，如棕榈类的油棕、西谷米和可可。还有攀緣植物、附生植物，以及人们熟知的橡胶、棉花、香蕉、咖啡等经济植物。这里保存的棕榈类植物中有四分之一在野生环境下已经濒临灭绝，是热带地区的活化石。在棕榈室的地下室还有海洋植物陈列室，分别呈现了四种重要的海洋自然环境以及身在其中的鱼类、珊瑚、以及其他海洋生物，展现了海洋植物的重要性。

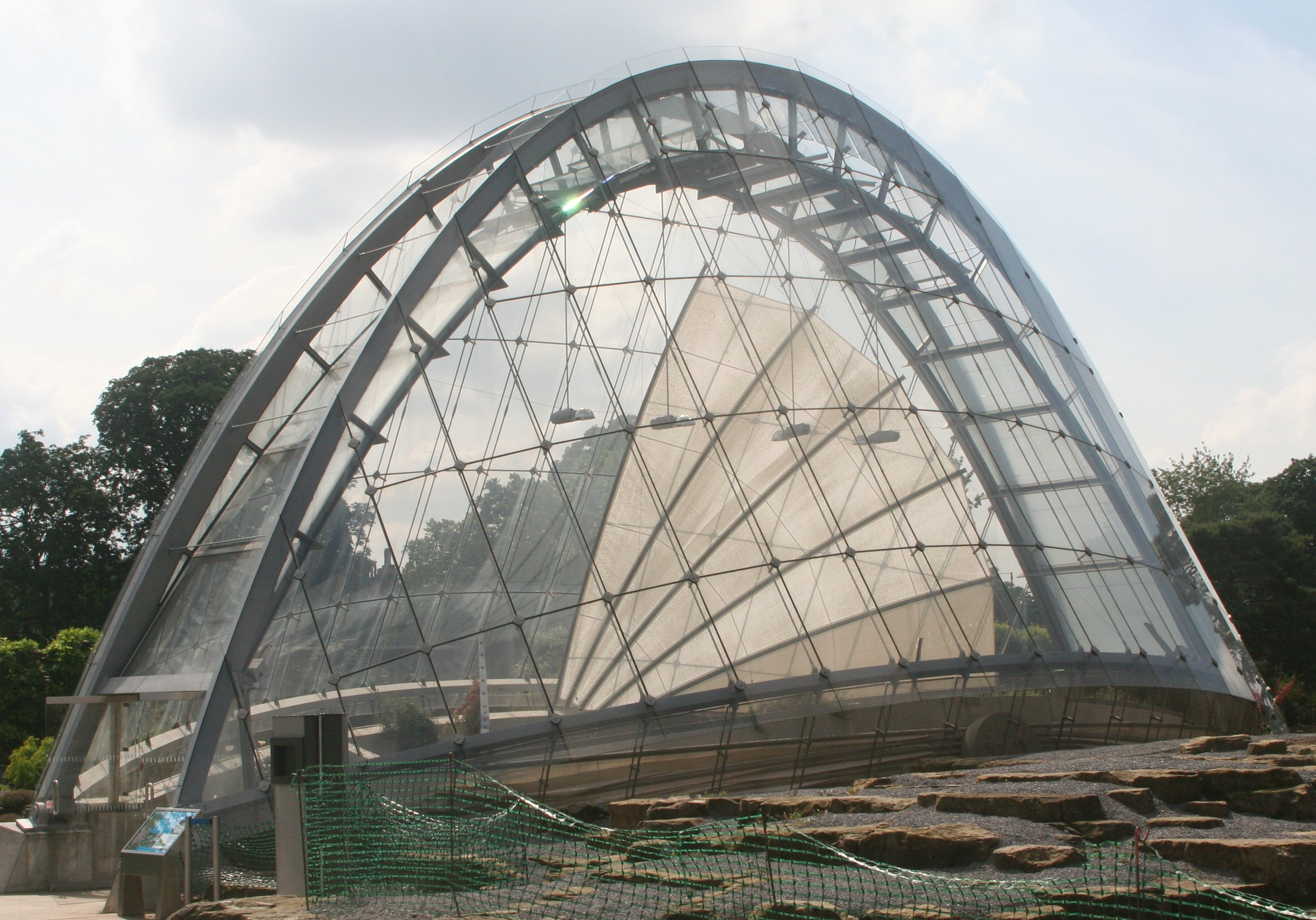
高山植物溫室（Alpine House）

- 高山植物温室（Alpine House）：邱园最小的温室，1981年建成。

- 睡莲温室（Water Lily House）：邱园历史建筑之一，建于1852年，位于棕榈室的附近，专门为栽培王莲设计。面积226平方米，展示了86种植物。由于栽培不好，1866 年改为经济植物馆，栽培药用植物和烹饪作物。1991年恢复原用，它是邱园中气候最湿热的一个温室，主要展示热带水生植物，冬季闭馆（11月～3月）。

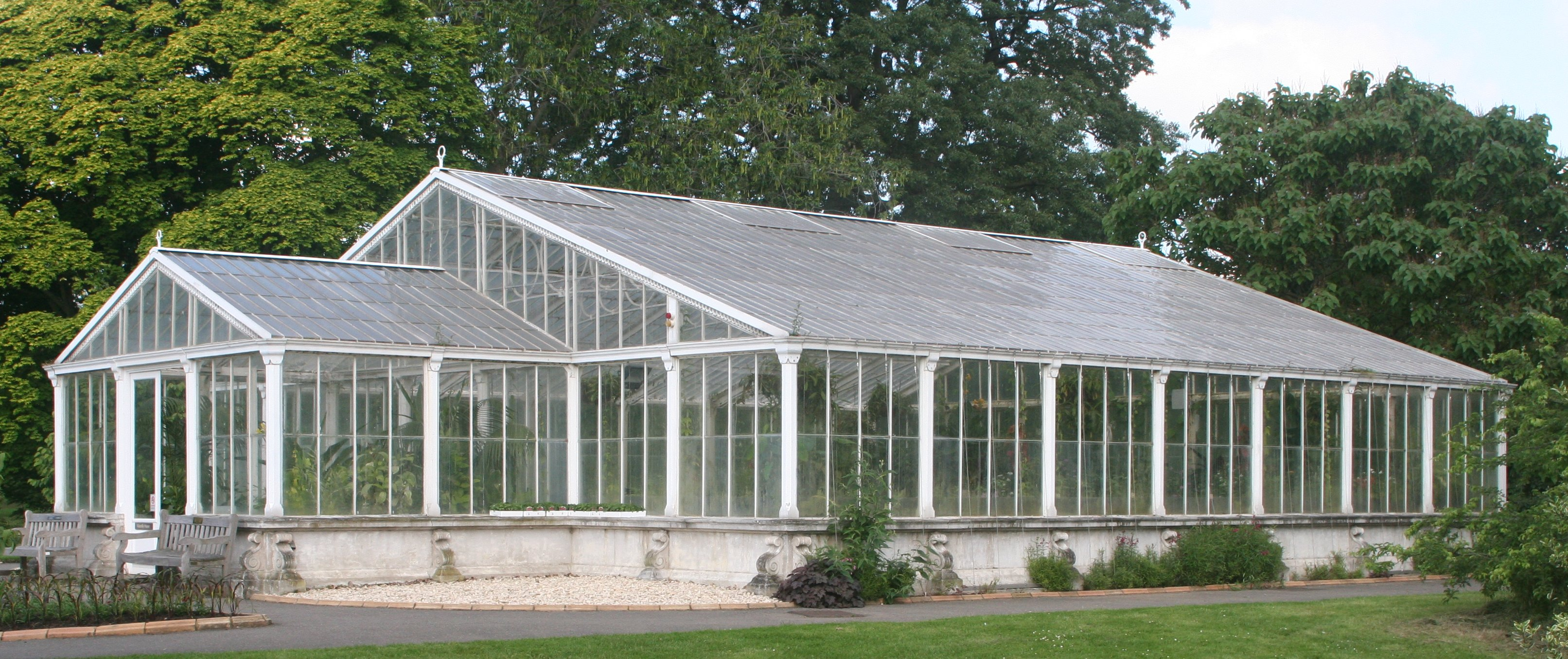
睡蓮溫室（Water Lily House）

- 植物进化馆（Evolution House）：进化馆的植物进程从4万亿年前的无生命的不毛之地时代开始，到6亿年前的第一个真正的植物——海藻，到4.5亿年前的陆地植物。主要展示了陆地植物出现后的三个阶段：志留纪、石炭纪和白垩纪。

## 建築

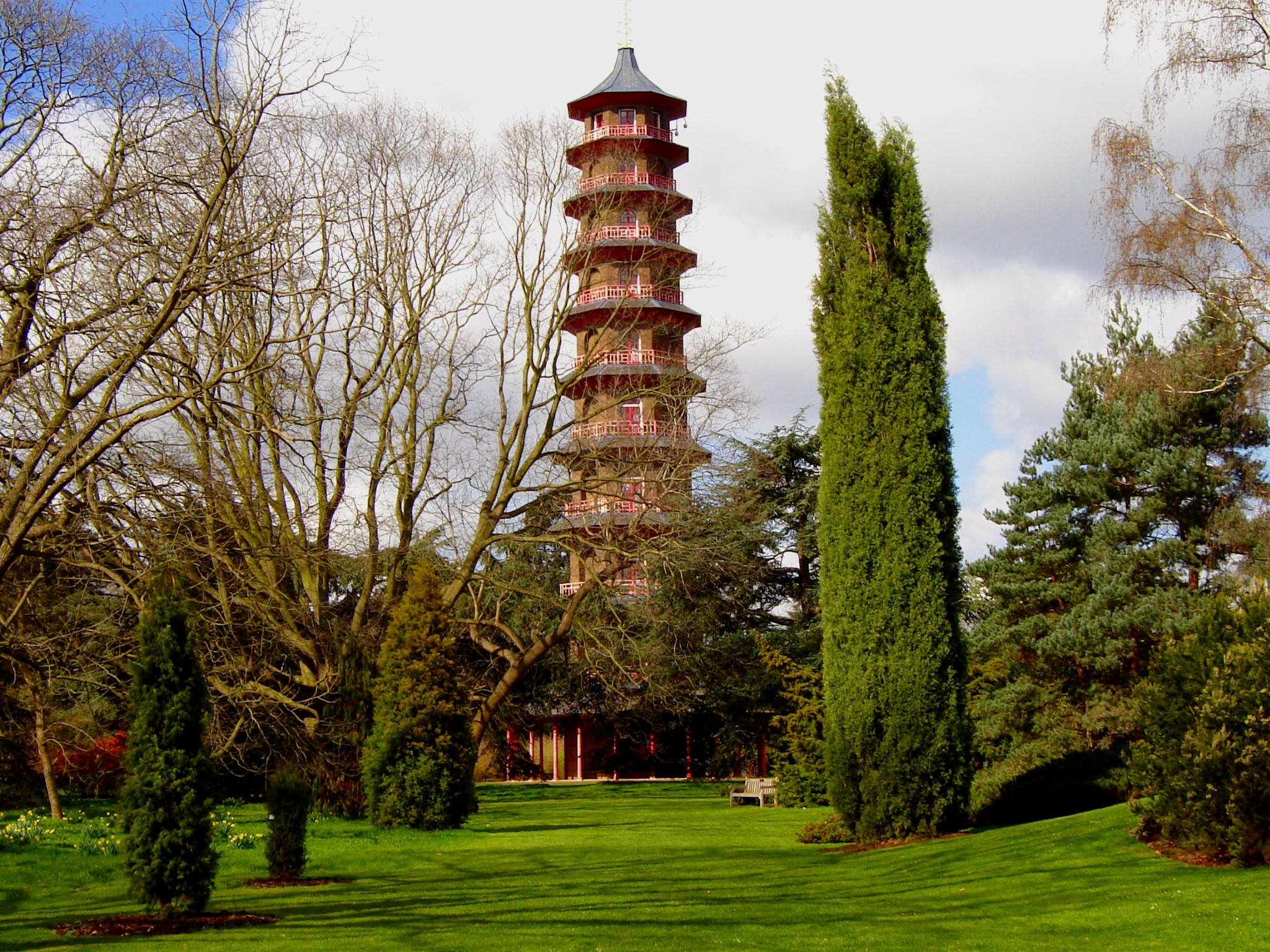
邱園內的寶塔

- 钟楼（The Campanile）是一座意大利风格的古罗马式建筑，建筑师Decimus Burton当时设计是作为棕榈室（Palm House）的锅炉烟囱。

- 宝塔（Pagoda）：1762年为萨克森-哥达的奥古斯塔公主（英语：Princess Augusta of Saxe-Gotha）建，由英国国王乔治三世的皇家建筑师威廉·錢伯斯设计，当然也是作为他本人对中国建筑兴趣的一种纪念，在18世纪中期，英国的园林设计中非常流行中国风。据说是仿照中国南京大报恩寺琉璃塔而建，也是英国唯一的中式皇家宝塔。宝塔高163英尺（约合50米），共10层，为八角形砖塔，灰墙红轩，塔顶边缘盘绕80条彩色木龙，为邱园宁静的南部创造了一个景点。但因年久失修，自20世纪中后期起向公众关闭近半个世纪。直到2016年9月，邱园宝塔修复工程开工，这是由中国企业三胞集团出资赞助，是宝塔建成255年来的第一次修缮工程。2017年11月10日举行宝塔木龙揭幕仪式，中国驻英国大使馆公使衔参赞项晓炜为宝塔木龙揭幕。宝塔计划于2018年夏竣工重新开放[1]。

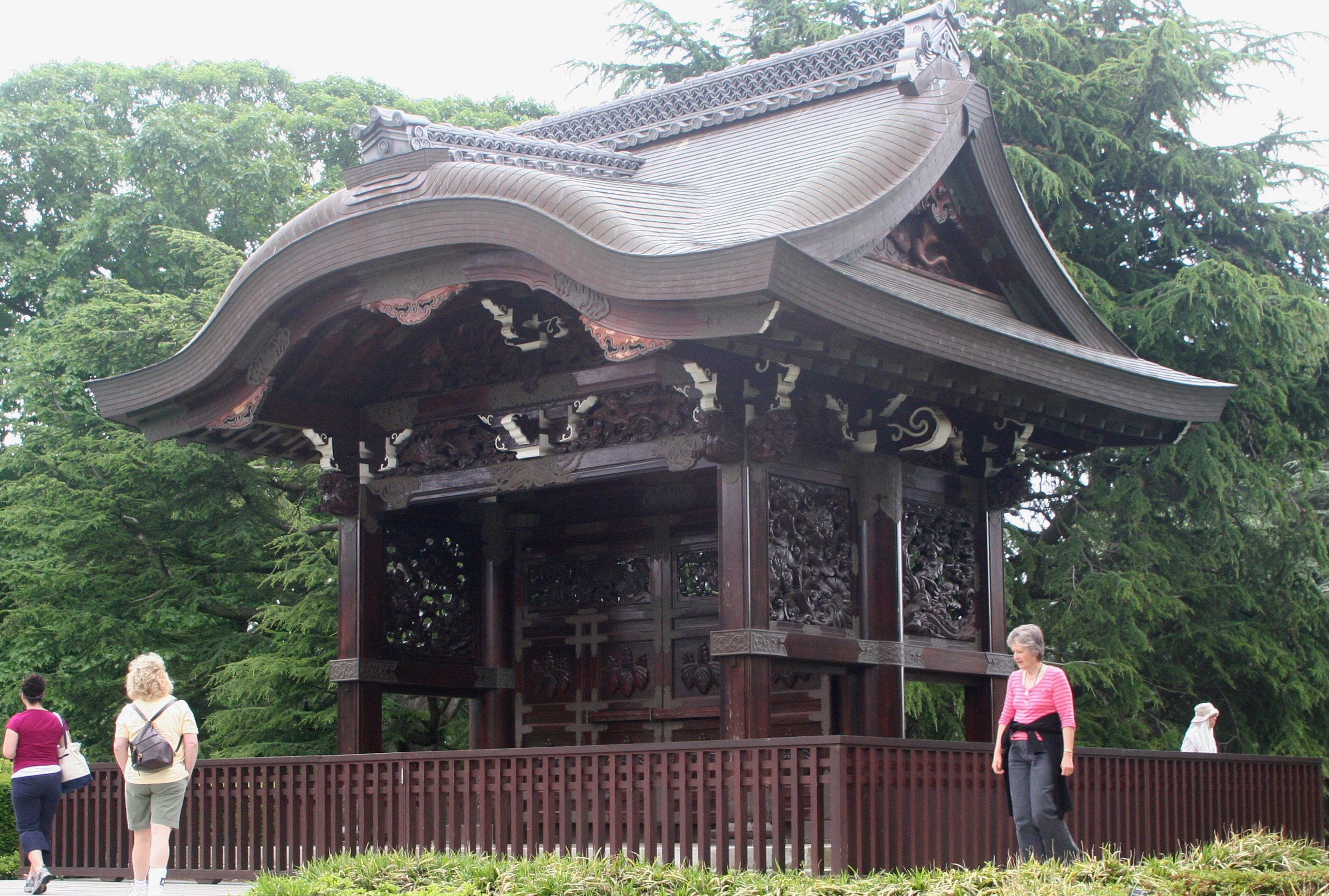
敕使門

- 敕使門（Chokushi-Mon，又称日本門Japanese Gateway）：為1910年日英博覽會而建，於1911年移至現址，是以京都西本願寺內唐門為藍本，用5分之4比例打造而成，位於寶塔以西140公尺處本被一座重建的日式傳統花園圍繞。

- 标本馆，於1853年建成，馆藏了700万份植物标本，代表了地球上近98％的属，35万份是模式标本；真菌标本馆建于1879年，收集了80万份真菌标本，3.5万份是模式标本，作为信息网络中心，这里已成为全世界的植物学家和真菌学家进行学术交流的平台。

這裡尚有世界上植物学参考书籍最丰富的图书馆之一，图书、手稿和期刊等共有50多万册，涉及语种90多种。
2000年在Wakehurst公园内建成的千年种子库（The Millennium Seed Bank）作为世界上最宏伟的植物保护项目，工程投资达8000万英镑，目的不仅是储存英国本土的植物种子，还收集保存了全球24000份重要和濒危的种子。这里不仅有地下室提供充足的空间保存成千上万的种子标本，同时还有先进的种子研究和加工设施，各种互动的展示方法对于想深入了解植物和植物与人类亲密关系的人有极大的吸引力。